# Агент Картер (1-й сезон)
«Аге́нт Ка́ртер» (англ. Marvel's Agent Carter) — американский телевизионный сериал, созданный на основе комиксов Marvel, с Хэйли Этвелл в главной роли агента Пегги Картер, которая работает в 1946 году. Сериал вышел на ABC в сезоне 2014—2015 годов. В отличие от «Агентов „Щ.И.Т.“», в сериале представлено одно дело на сезон, без так называемого «case-of-the-week».
Первый сезон сериала стартовал 6 января 2015 года.

## Эпизоды
| № общий | № в сезоне | Название                                     | Режиссёр          | Автор сценария                    | Дата премьеры   | Зрители в США (млн) |
| --- | ---------- | -------------------------------------------- | ----------------- | --------------------------------- | --------------- | ------------------- |
| 1 | 1          | «Сейчас – это не конец» «Now is Not the End» | Луис Д’Эспозито   | Кристофер Маркус и Стивен Макфили | 6 января 2015   | 6.91                |
| Нью-Йорк, 1946 год. Не оправившись до конца после кажущийся смерти своего возлюбленного – Стива Роджерса, Пегги Картер приступает к работе в С.Н.Р. (Стратегический Научный Резерв). С.Н.Р. расследует дело Говарда Старка, обвиняемого в продаже оружия врагам США. Старк тайно связывается с Картер, чтобы попытаться очистить своё имя. Перед прощанием он рассказывает ей о своей тайной формуле. В ходе своего расследования Картер проникает в клуб и узнаёт, что у его владельца есть химическая формула Старка, которая была использована для создания оружия. Пегги узнает, что оружие связано с проектом под названием «Возрождение». С помощью Эдвина Джарвиса Пегги избегает взрыва, который показывает, что изобретение Старка работает. Позже Джарвис говорит, что Пегги была отличным выбором для грядущего будущего. |            |                                              |                   |                                   |                 |                     |
| 2 | 2          | «Мост и Тоннель» «Bridge and Tunnel»         | Джозеф В. Руссо   | Эрик Пирсон                       | 6 января 2015   | 6.91                |
| Пегги начинает свою охоту на грузовик Дейзи Кловер, который (как она надеется) приведёт её к Брэннису. Она через свои собственные методы допроса получает имя водителя пропавшего грузовика: Шелдон Макфи. Она разыскивает Ван Эрта, ученого, который встретился с Брэннисом. Между тем человек в зеленом костюме также разыскивает Брэнниса. Пегги нейтрализует Макфи в его доме, но Брэннис пытается украсть грузовик, только для того, чтобы остановить Джарвиса. Пегги, Джарвис и Брэннис возвращаются в город с грузовиком. Человек в зеленом костюме прыгает на его крышу. Выстрелами он ранит Брэнниса. После борьбы с человеком в зеленом костюме Пегги вытаскивает Брэнниса и Джарвиса из грузовика, который взрывается после падения с обрыва. Прежде чем умереть, Брэннис рисует символ в грязи. Агенты Дули, Томпсон и Соуза позже прибывают, чтобы найти следы женщины и ключ отеля. Вернувшись на работу, Пегги узнала что нет никаких фотографических доказательств её присутствия в клубе. Однако в том, что осталось от Roxxon, найден номерной знак автомобиля Старка, который она использовала.                                                                              |            |                                              |                   |                                   |                 |                     |
| 3 | 3          | «Время и Поток» «Time and Tide»              | Скотт Уинант      | Энди Бушнелл                      | 13 января 2015  | 5.10                |
| Томпсон и Соуза задерживают Джарвиса для допроса, и они угрожают ему раскрыть иммиграционной службе подозрения в измене. Картер, симулируя невежество, портит допрос, чтобы выручить Джарвиса, и получает строгий выговор от агента Дули. С Джарвисом Картер следуют по канализационной системой ниже хранилища Старка, через которое Брэннис переместил украденную технологию в доки. Там они находят оружие на борту судна, на борту которого виден тот самый символ, который нарисовал Брэннис. Джарвис звонит С.Н.Р., анонимно давая их местоположение Соузе, в то время как Картер отбивается от охранника, который работал с Брэннисом. Картер и Джарвис вынуждены оставить его, когда прибывает С.Н.Р. Агент Кржемински, транспортируя оружие Старка, практически узнает, что Картер была в клубе, но и его, и пассажира его машины убивает неизвестный. |            |                                              |                   |                                   |                 |                     |
| 4 | 4          | «Кнопка Блицкрига» «The Blitzkrieg Button»   | Стивен Крегг      | Брант Энглестайн                  | 27 января 2015  | 4.63                |
| Узнав, что Бреннис и Демидов, как предполагалось, умерли во время битвы на Финоу, Дули едет в Германию, чтобы поговорить с полковником-нацистом в Нюрбергской тюрьме. Тот не знал, что Бреннис и Демидов выжили. Дули же удалось обнаружить, что советские войска были убиты даже до прихода нацистов. Картер встречается со Старком, который тайно вернулся в результате открытия его технологий. Картер делает некоторые фото в лаборатории С.Н.Р., и показывает их Старку. Он говорит, что все они не опасны, но есть одно опасное и активное - кнопка Блицкрига, которая может произвести полное отключение электричества по всему городу. Тем не менее Пегги, что-то заподозрив, нажимает на кнопку и находит пробирку с кровью Роджерса. Злясь на Старка, что он врет ей, Картер прячет пузырек. Преступник, который доставил контрабандным путём Старка в Нью-Йорк, обманул Пегги и Джарвиса, но, преследуя Картер по дороге домой, оказался убит новой соседкой Пегги, Дотти Андервуд. Серия заканчивается тем, что Агент Дули, оставшийся один в офисе, сидит на столе, и тут печатная машинка начинает печатать...                                                                    |            |                                              |                   |                                   |                 |                     |
| 5 | 5          | «Железный Потолок» «The Iron Ceiling»        | Питер Лето        | Хосе Молина                       | 3 февраля 2015  | 4.20                |
| Картер расшифровывает закодированное сообщение, полученное от Левиафана через машинку Демидова, для С.Н.Р., где говорится, что Старк будет продавать оружие Левиафану в советской военно-промышленной базе. Томпсон отправляется туда, чтобы остановить продажу оружия и задержать Старка, но тут на помощь к нему приходит Картер, и обезвреживает Томпсона. Они обнаруживают, что молодые девушки обучаются на этой базе, чтобы проникнуть в США в качестве "спящих агентов", и понимают, что попали в ловушку, когда одна девушка убивает Младшего Коммандора. Советские солдаты атакуют команду, и Томпсон впадает ступор под огнём, но Картер говорит, что они должны бежать с психиатром Ивченко. Между тем Андервуд, которая на самом деле является "спящим агентом", обнаруживает фотографии оружия Старка в С.Н.Р. при обыске квартиры Картер, а Соуза понимает, что Картер - женщина, которая вмешивается с расследования С.Н.Р. |            |                                              |                   |                                   |                 |                     |
| 6 | 6          | «Грех Ошибаться» «A Sin to Err»              | Стивен Уильямс    | Линдси Аллен                      | 10 февраля 2015 | 4.25                |
| Картер и Джарвис ищут женщину, с которой Старк был связан в течение последних шести месяцев, считая, что это женщина могла быть оперативницей Левиафана, была использована против Старка и убила Кржеминского, но их поиск оказался безуспешным. Соуза рассказывает Дули, что Картер, судя по всему, и есть та, которая мешает расследованию, и всем агентам поручено отслеживать её. В итоге они загнали её и Джарвиса в угол, но Картер расправляется с ними. В это время доктор Ивченко, который на самом деле работает на Левиафан, гипнотизирует агента Яуха, который рассказывает, что только у Дули есть доступ к оружию Старка. Яух говорит Ивченко, как выйти из С.Н.Р., затем совершает самоубийство. Картер забирает кровь Роджерса из своей квартиры. Как только она пытается убежать из здания, её усыпляет Дотти Андервуд, но до этого Пегги поняла, что Андервуд является оперативницей Левиафана. Последняя собирается убить Картер, но приезжают Томпсон и Соуза. Она симулирует невежество, и агенты арестовывают Картер. |            |                                              |                   |                                   |                 |                     |
| 7 | 7          | «Путаница» «Snafu»                           | Винсент Мисиано   | Крис Динджесс                     | 17 февраля 2015 | 4.14                |
| В то время как агенты допрашивают Картер в С.Н.Р., Джарвис появляется с поддельным признанием от Старка, в котором написано, что он сдастся, если Пегги будет выпущена. Картер видит Ивченко, общающегося с помощью азбуки Морзе с Андервуд, и раскрывает правду о своем расследовании своим коллегам, чтобы получить их доверие. Ивченко гипнотизирует Дули и приказывает ему украсть оружие Старка из лаборатории С.Н.Р., им является газовый баллон, что Андервуд и Ивченко активируют в переполненном кинотеатре и перед отъездом запирают за собой дверь. Агенты нашли Дули, который надел экспериментальный жилет Старка; Джарвис объясняет, что жилет взорвется без возможности его отключить. Дули выскакивает в окно за секунду до взрыва, что спасло других агентов. Газ в кино заставляет людей стать ненормальными и яростно атаковать друг друга, и когда после этого приходит пристав, все люди оказываются мертвы... |            |                                              |                   |                                   |                 |                     |
| 8 | 8          | «Прощание» «Valediction»                     | Кристофер Мисиано | Мишель Фазекас и Тара Баттерс     | 24 февраля 2015 | 4.02                |
| С.Н.Р обнаруживает газовый баллон в кино и понимает, что, возможно, Ивченко планирует использовать этот баллон во всем Нью-Йорке. Старк возвращается и объясняет, что он разработал газ, названный "Полуночное топливо", чтобы дать американским солдатам дополнительную выносливость во время войны, но это вызвало психоз и заставляло их убивать друг друга. Во время Второй мировой войны, американские военные украли "Полуночное топливо" и использовали его на русских в битве у Финоу. Старк считает, что настоящее имя Ивченко - Иоганн Феннхофф и что он обвиняет Старка для осуществления своего плана. Это позволяет С.Н.Р использовать его в качестве приманки, чтобы выманить Левиафана из своего логова. Этот план идет наперекосяк, когда Андервуд отвлекает агентов, а Феннхофф похищает Старка и использует гипноз, чтобы убедить его скинуть газ на Таймс-сквер. В секретном ангаре, где находится самолет Старка, Соуза арестовывает Феннхоффа, а Картер побеждает Андервуд (которая успела улизнуть) и убеждает Старка не кидать газ на город. Позже Пегги выливает кровь Роджерса в Ист-Ривер, в то время как Феннхофф заключен в камеру с коварным учёным Арнимом Золой. |            |                                              |                   |                                   |                 |                     |